# Grafenwöhr (militærområde)
Truppenübungsplatz Grafenwöhr er et militært øvelsesområde på 350 km² nord for Regensburg i Tyskland. Det blev etableret i 1908 og har siden 1945 været under amerikansk kommando, og er i dag hovedkvarter for US Army 100th Area Support Group.
49°43′00″N 11°54′00″Ø / 49.7167°N 11.9°Ø